# Antocha gladiata
Antocha gladiata är en tvåvingeart som beskrevs av Alexander 1974. Antocha gladiata ingår i släktet Antocha och familjen småharkrankar. Inga underarter finns listade i Catalogue of Life.